# George Howard, XI conte di Carlisle
George Josslyn L'Estrange Howard, XI conte di Carlisle, noto come Visconte Morpeth dal 1911 al 1912 (Londra, 6 gennaio 1895 – Londra, 17 febbraio 1963), è stato un militare inglese.

## Biografia
George nacque a Londra, figlio primogenito di Charles Howard, X conte di Carlisle e di sua moglie, Rhoda Ankaret. Dopo la morte prematura del padre nel 1912 dopo appena un anno di reggenza del titolo di famiglia, George venne chiamato a succedergli sotto la tutela della madre sino alla sua maggiore età.
Avviato come il padre alla carriera militare, si inserì nella Royal Navy ove ottenne il rango di Capitano di corvetta.
Lord Carlisle morì nel 1963 e venne succeduto dal suo figlio primogenito, Charles.

## Matrimonio e figli
Lord Carlisle sposò Bridget Monckton, XI lady Ruthven di Freeland il 17 gennaio 1918. La coppia ebbe due figli:
- Carolyn Bridget Dacre (n. 1919).
- Charles James Ruthven, visconte Morpeth (1923–1994), poi XII conte di Carlisle

Alla morte della prima moglie, egli si risposò con Esme Mary Shrubb Iredell (m. 5 giugno 1997) il 16 agosto 1947. La coppia ebbe una sola figlia:
- Susan Howard (m. 13 novembre 1948), sposò Hubert Charles de Meyer nel 1978 ed ebbe discendenza: Flora Jane Buchanan-Jardine (n. 1971) e Alexander Charles Benedict Ct de Meyer (n. 1979).[1]

## Ascendenza
|                                     |                               |                                       | Genitori                           |  |  | Nonni |  |  | Bisnonni            |  |  | Trisnonni                           |  |
|                                     |                               |                                       |                                    |  |  |       |  |  | lord Charles Howard |  |  | George Howard, VI conte di Carlisle |  |
|                                     |                               |                                       |                                    |  |  |       |  |  | lord Charles Howard |  |  | George Howard, VI conte di Carlisle |  |
|                                     |                               | lady Georgiana Cavendish              |                                    |  |  |       |  |  | lord Charles Howard |  |  |                                     |  |
| George Howard, IX conte di Carlisle |                               |                                       |                                    |  |  |       |  |  | lord Charles Howard |  |  |                                     |  |
|                                     |                               | Mary Priscilla Harriet Parke          | James Parke, I barone Wensleydale  |  |  |       |  |  |                     |  |  |                                     |  |
|                                     |                               | Mary Priscilla Harriet Parke          | James Parke, I barone Wensleydale  |  |  |       |  |  |                     |  |  |                                     |  |
|                                     |                               | Mary Priscilla Harriet Parke          | Cecilia Barlow                     |  |  |       |  |  |                     |  |  |                                     |  |
| Charles Howard, X conte di Carlisle |                               | Mary Priscilla Harriet Parke          |                                    |  |  |       |  |  |                     |  |  |                                     |  |
|                                     |                               | Edward Stanley, II barone di Alderley | John Stanley, I barone di Alderley |  |  |       |  |  |                     |  |  |                                     |  |
|                                     |                               | Edward Stanley, II barone di Alderley | John Stanley, I barone di Alderley |  |  |       |  |  |                     |  |  |                                     |  |
|                                     |                               | Edward Stanley, II barone di Alderley | lady Maria Josepha Holroyd         |  |  |       |  |  |                     |  |  |                                     |  |
| lady Rosalind Howard                |                               | Edward Stanley, II barone di Alderley |                                    |  |  |       |  |  |                     |  |  |                                     |  |
|                                     |                               | hon. Henrietta Maria Dillon-Lee       | Henry Dillon, XIII visconte Dillon |  |  |       |  |  |                     |  |  |                                     |  |
|                                     |                               | hon. Henrietta Maria Dillon-Lee       | Henry Dillon, XIII visconte Dillon |  |  |       |  |  |                     |  |  |                                     |  |
|                                     |                               | hon. Henrietta Maria Dillon-Lee       | Henrietta Browne                   |  |  |       |  |  |                     |  |  |                                     |  |
| George Howard, XI conte di Carlisle |                               | hon. Henrietta Maria Dillon-Lee       |                                    |  |  |       |  |  |                     |  |  |                                     |  |
|                                     | sir George Burdett L'Estrange | Henry Peisley L'Estrange              |                                    |  |  |       |  |  |                     |  |  |                                     |  |
|                                     | sir George Burdett L'Estrange | Henry Peisley L'Estrange              |                                    |  |  |       |  |  |                     |  |  |                                     |  |
|                                     | sir George Burdett L'Estrange | Grace Burdett                         |                                    |  |  |       |  |  |                     |  |  |                                     |  |
| Paget L'Estrange                    | sir George Burdett L'Estrange |                                       |                                    |  |  |       |  |  |                     |  |  |                                     |  |
|                                     |                               | Louisa Vincentia Stepney              | Herbert Rawson Stepney             |  |  |       |  |  |                     |  |  |                                     |  |
|                                     |                               | Louisa Vincentia Stepney              | Herbert Rawson Stepney             |  |  |       |  |  |                     |  |  |                                     |  |
|                                     |                               | Louisa Vincentia Stepney              | Alice L'Estrange                   |  |  |       |  |  |                     |  |  |                                     |  |
| Rhoda Ankaret L'Estrange            |                               | Louisa Vincentia Stepney              |                                    |  |  |       |  |  |                     |  |  |                                     |  |
|                                     |                               | William Henry Ryves                   | Peter Thomas Ryves                 |  |  |       |  |  |                     |  |  |                                     |  |
|                                     |                               | William Henry Ryves                   | Peter Thomas Ryves                 |  |  |       |  |  |                     |  |  |                                     |  |
|                                     |                               | William Henry Ryves                   | Matilda Elizabeth Pirner           |  |  |       |  |  |                     |  |  |                                     |  |
| Emily Frances Ryves                 |                               | William Henry Ryves                   |                                    |  |  |       |  |  |                     |  |  |                                     |  |
|                                     |                               | Emma Maxwell                          | …                                  |  |  |       |  |  |                     |  |  |                                     |  |
|                                     |                               | Emma Maxwell                          | …                                  |  |  |       |  |  |                     |  |  |                                     |  |
|                                     |                               | Emma Maxwell                          | …                                  |  |  |       |  |  |                     |  |  |                                     |  |
|                                     |                               | Emma Maxwell                          |                                    |  |  |       |  |  |                     |  |  |                                     |  |